# هيروساكي (آوموري)
هيروساكي مدينة تقع ضمن محافظة آوموري في اليابان، تأسست في 2/27/2006، بلغ عدد تعداد سكانها في 1 يناير – 2008 حوالي 185865 مساحتها الإجمالية حوالي 523.6 كم٢ لتصبح كثافة سكانها 355 نسمة لكل كيلو متر مربع.

## المناخ
يظهر الجدول التالي التغييرات المناخية على مدار السنة لهيروساكي:
| البيانات المناخية لـهيروساكي        | البيانات المناخية لـهيروساكي | البيانات المناخية لـهيروساكي | البيانات المناخية لـهيروساكي | البيانات المناخية لـهيروساكي | البيانات المناخية لـهيروساكي | البيانات المناخية لـهيروساكي | البيانات المناخية لـهيروساكي | البيانات المناخية لـهيروساكي | البيانات المناخية لـهيروساكي | البيانات المناخية لـهيروساكي | البيانات المناخية لـهيروساكي | البيانات المناخية لـهيروساكي | البيانات المناخية لـهيروساكي |
| الشهر                               | يناير                        | فبراير                       | مارس                         | أبريل                        | مايو                         | يونيو                        | يوليو                        | أغسطس                        | سبتمبر                       | أكتوبر                       | نوفمبر                       | ديسمبر                       | المعدل السنوي                |
| ----------------------------------- | ---------------------------- | ---------------------------- | ---------------------------- | ---------------------------- | ---------------------------- | ---------------------------- | ---------------------------- | ---------------------------- | ---------------------------- | ---------------------------- | ---------------------------- | ---------------------------- | ---------------------------- |
| متوسط درجة الحرارة الكبرى °م (°ف)   | 1.5 (34.7)                   | 2.2 (36.0)                   | 6.3 (43.3)                   | 14.5 (58.1)                  | 19.8 (67.6)                  | 23.5 (74.3)                  | 26.9 (80.4)                  | 28.9 (84.0)                  | 24.5 (76.1)                  | 18.2 (64.8)                  | 11.0 (51.8)                  | 4.5 (40.1)                   | 15.2 (59.4)                  |
| المتوسط اليومي °م (°ف)              | −1.8 (28.8)                  | −1.3 (29.7)                  | 1.9 (35.4)                   | 8.5 (47.3)                   | 13.8 (56.8)                  | 17.9 (64.2)                  | 21.7 (71.1)                  | 23.5 (74.3)                  | 18.9 (66.0)                  | 12.5 (54.5)                  | 6.1 (43.0)                   | 0.9 (33.6)                   | 10.2 (50.4)                  |
| متوسط درجة الحرارة الصغرى °م (°ف)   | −5 (23)                      | −4.8 (23.4)                  | −2.2 (28.0)                  | 3.1 (37.6)                   | 8.3 (46.9)                   | 13.3 (55.9)                  | 17.6 (63.7)                  | 19.1 (66.4)                  | 14.3 (57.7)                  | 7.6 (45.7)                   | 1.8 (35.2)                   | −2.4 (27.7)                  | 5.9 (42.6)                   |
| الهطول مم (إنش)                     | 120.7 (4.75)                 | 94.5 (3.72)                  | 77.4 (3.05)                  | 59.4 (2.34)                  | 71.8 (2.83)                  | 69.6 (2.74)                  | 113.1 (4.45)                 | 132.1 (5.20)                 | 127.2 (5.01)                 | 90.5 (3.56)                  | 110.0 (4.33)                 | 116.8 (4.60)                 | 1٬183٫1 (46.58)              |
| متوسط تساقط الثلوج سم (إنش)         | 248 (98)                     | 208 (82)                     | 131 (52)                     | 11 (4.3)                     | 0 (0)                        | 0 (0)                        | 0 (0)                        | 0 (0)                        | 0 (0)                        | 0 (0)                        | 20 (7.9)                     | 142 (56)                     | 760 (300.2)                  |
| ساعات سطوع الشمس الشهرية            | 57.0                         | 78.5                         | 126.1                        | 183.3                        | 201.4                        | 175.0                        | 160.8                        | 181.8                        | 146.2                        | 141.4                        | 89.1                         | 58.0                         | 1٬598٫6                      |
| المصدر: Japan Meteorological Agency |                              |                              |                              |                              |                              |                              |                              |                              |                              |                              |                              |                              |                              |

## توأمة
لهيروساكي (آوموري) اتفاقيات توأمة مع:
- تاينان

## أعلام
- هيروفومي أراي
- شونسكي كيكوتشي
- زينزو كاساي
- نوريو كودو
- هيساشي